# Sinzing
Sinzing – miejscowość i gmina w Niemczech, w kraju związkowym Bawaria, w rejencji Górny Palatynat, w regionie Ratyzbona, w powiecie Ratyzbona. Leży około 5 km na południowy zachód od Ratyzbony, nad Dunajem, przy autostradzie A3 i linii kolejowej Ratyzbona–Ingolstadt.

## Dzielnice
W skład gminy wchodzą następujące dzielnice: 
| - Adlstein - Alling - Bergmatting - Bruckdorf - Dürnstetten - Eilsbrunn - Grafenried - Hardt - Kleinprüfening - Kohlstadt - Mariaort - Minoritenhof | - Oberalling - Reichenstetten - Riegling - Saxberg - Schneckenbach - Sinzing - Thalhof - Unteralling - Viehhausen - Vogelsang - Waltenhofen - Zeiler |